# Szczęki (powieść)
Szczęki (ang. Jaws) – powieść dreszczowiec z 1974 autorstwa Petera Benchleya.
Powieść w Ameryce utrzymywała się na liście bestsellerów przez ponad 40 tygodni. W Polsce znana głównie dzięki głośnej ekranizacji dokonanej przez Stevena Spielberga w 1975 roku.

## Fabuła
Mieszkańcy Amity, małego miasteczka nad oceanem, wpadają w panikę, kiedy w pobliskich wodach pojawia się rekin zabójca. Groźny drapieżnik nie tylko zagraża ludziom, ale może też doprowadzić do ruiny wielu obywateli Amity, którzy egzystują dzięki turystom. Ich chciwość sprawia, że gotowi są minimalizować niebezpieczeństwo byleby tylko nie zamykać plaży. Tymczasem liczba ofiar rośnie. Policjant Martin Brody, wspomagany przez dwóch pomocników, decyduje się podjąć ryzyko i stawić czoło groźnej bestii.